# Ayouki Khan
Ауоuki (mandchou : ᠠᠶᡠᡴᡳ, translittération : Ayuki) ou Ayoush (mongol : ᠠᠶᠤᠰᠢ, MNS : Ayush) est un khan mongol, Torgut.